# Abbé Larudan
L'Abbé Larudan est un nom de plume d'un auteur antimaçonnique français non identifié.

## Son ouvrage
L'Abbé Larudan est connu pour sa publication en 1746 du livre Les Francs-Maçons écrasés, présenté comme une suite du livre intitulé l'Ordre des Francs-Maçons trahi (1742) de Gabriel-Louis Pérau, traduit du latin).

## Théories
La thèse de ce livre est qu'Oliver Cromwell créa la maçonnerie comme un moyen de renverser la monarchie britannique et se placer à la tête du Commonwealth d'Angleterre. Cette théorie se base sur deux thèses : premièrement que l'idéologie de la maçonnerie et les idées politiques de Cromwell sont semblables (liberté et égalité pour le peuple) et qu'il tient sa source d'un Grand Maître anonyme de la maçonnerie anglaise .
Selon Larudan, Cromwell initia dans la maçonnerie ses amis proches dédiés à lutter contre la loi tyrannique des monarques et les tenait par des serments sévères de loyauté. Il aurait reçu cette instruction de la divine providence.

## Réfutation
L'origine Crowellienne de la maçonnerie a été réfutée par la plupart des auteurs sur la maçonnerie et est décrite comme une invention de Larudan.
Larudan décrit de plus des rites maçonniques ainsi que des dessins de tapis de loges and then later imprinted on carpets. Ses descriptions sont uniques Les tapis de loges décrits par Larudan ne ressemblent à rien de connu.

## Analyses
Selon Arthur Edward Waite, il s'agissait d'une tentative catholique de s'attaquer à la maçonnerie en lui attribuant une origine protestante

## Impact
Les Francs-Maçons écrasés fut l'arme principale utilisée par les auteurs anti-maçons après lui, selon Georg Kloss. Mais il a eu moins d'impact dans les milieux anti-maçonniques au moment de sa publication que lors de son regain d'intérêt quand elle fut revivifiée par Léo Taxil un siècle et demi après l'abbé. Dans le canular de Taxil, il a prétendu que Cromwell fut initié franc-maçon.

## Identité
L'auteur Jacques Brengues dans son ouvrage La Franc-maçonnerie du bois a émis l'hypothèse qu'il s'agissait de l'abbé Henri Charles Arnauld de Pomponne car "Larudan" est une anagramme d'"Arnauld".